# Wyludnione miasto

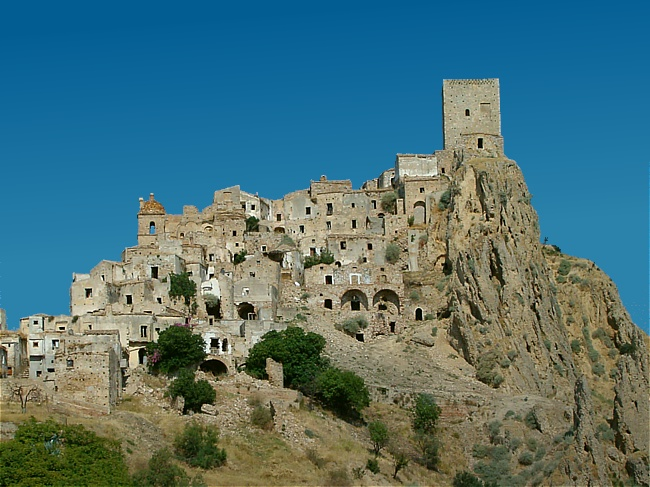
Opuszczone miasto Craco, Włochy

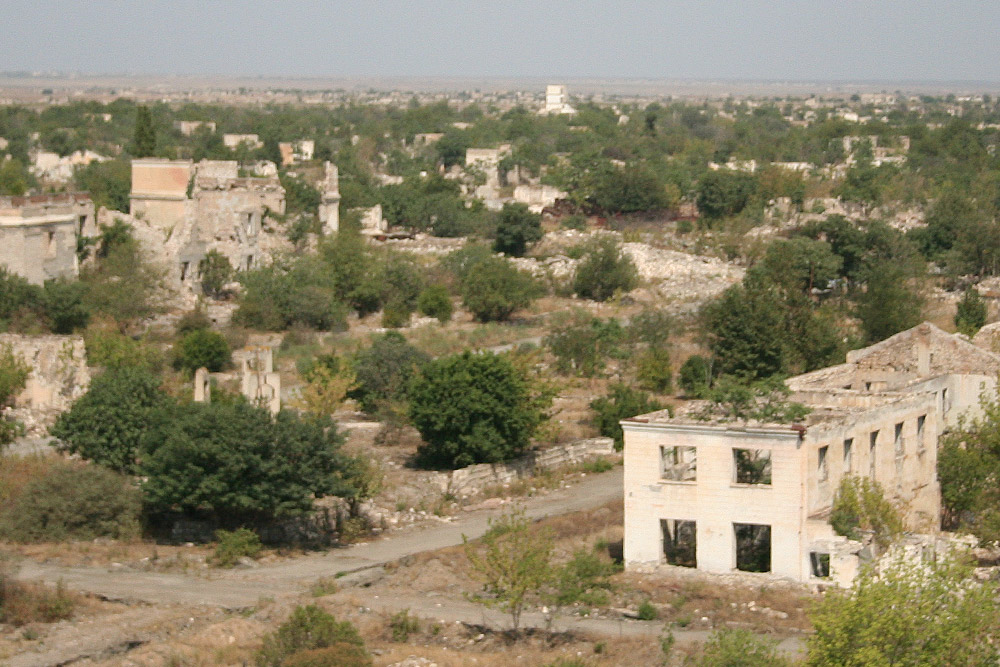
Opuszczone miasto Ağdam, Azerbejdżan

Wyludnione miasto, także „miasto widmo” (z ang. ghost town) – miasto, które zostało opuszczone przez mieszkańców z dowolnego powodu (wojny, katastrofy naturalnej lub z przyczyn ekonomicznych). Określenie to również stosuje się do miast, które zaznały wyraźnego spadku demograficznego i mieszka w nich mała grupa osób.
Pojęcie to może również odnosić się do miejscowości, dzielnic, wsi, osad itd., które zostały opuszczone, zniszczone lub wysiedlone i nie zostały ponownie zamieszkane.

## Przyczyny opuszczania miast
W Stanach Zjednoczonych większość porzuconych miast znajduje się na zachodzie kraju, wiele z nich zostało założonych w czasie trwania tzw. gorączki złota. Gdy ta przeminęła, ludność przeniosła się do innych ośrodków w poszukiwaniu pracy. Przykładem jest Delamar Ghost Town. W USA miasta widma cieszą się popularnością wśród turystów. Niektóre z nich są objęte ochroną, by móc zachować historyczny charakter. Dzięki tego typu ochronie miasto Oatman w stanie Arizona zachowało swój pierwotny wygląd z końca XIX wieku. Analogicznie w Kanadzie atrakcją turystyczną jest Barkerville.
W Namibii znajduje się byłe osiedle górników wydobywających diamenty Kolmanskop. W Australii zlikwidowano miasto Wittenoom po rezygnacji z wydobycia azbestu. Przyczyną opuszczenia osiedla Grytviken w brytyjskim terytorium zamorskim Georgia Południowa stało się wyczerpanie surowców naturalnych, a także ograniczenia w połowie wielorybów. W Japonii mieszkańcy opuścili osiedle na Hashima po wyczerpaniu zasobów węgla. Podobnie stało się w Pyramiden położonym w archipelagu Svalbard, gdzie po wyczerpaniu się zasobów węgla kamiennego dotychczasowi mieszkańcy przenieśli się do innych osiedli górniczych. Rosyjskie osiedle Pyramiden na Spitsbergenie pozostaje opuszczone od 1998.
Powodem wymierania może być ciągnący się konflikt zbrojny. Taka sytuacja jest m.in. w azerskim mieście Ağdam w Górskim Karabachu. Po wycofaniu wojsk izraelskich Al-Kunajtira pozostała ruiną. W czasie II wojny światowej Niemcy wymordowali ludność Oradour-sur-Glane, ruiny zachowano jako miejsce pamięci. W Anglii mieszkańcy musieli opuścić wieś Imber włączoną do poligonu.
Miejscowości są niszczone przez klęski żywiołowe. Wieś Caraíbas w gminie Itacarambi w Brazylii została ewakuowana przy okazji trzęsienia ziemi, a mieszkańcy już do niej nie wrócili. Podobnie stało się w Craco, miejscowość i gmina we Włoszech, w regionie Basilicata. Miasto stało się planem filmowym. W 2002 roku miastem widmo stała się Goma w Demokratycznej Republice Konga po tym, jak 300 tys. osób uciekło z miasta w wyniku zagrożenia wybuchem wulkanu. Niektóre miasta w Arkansas stały się widmami po wymarciu mieszkańców w wyniku epidemii grypy hiszpanki w latach 1918–1919. Przykładem miasta opuszczonego wskutek katastrofy jest Prypeć na Ukrainie, opuszczona w wyniku awarii elektrowni atomowej.
Przyczyną opuszczania miast może być też utrata znaczenia politycznego i kulturalnego. Taki los spotkał Ktezyfon i wiele innych miast na Bliskim Wschodzie.

## Miasta opuszczone w Polsce

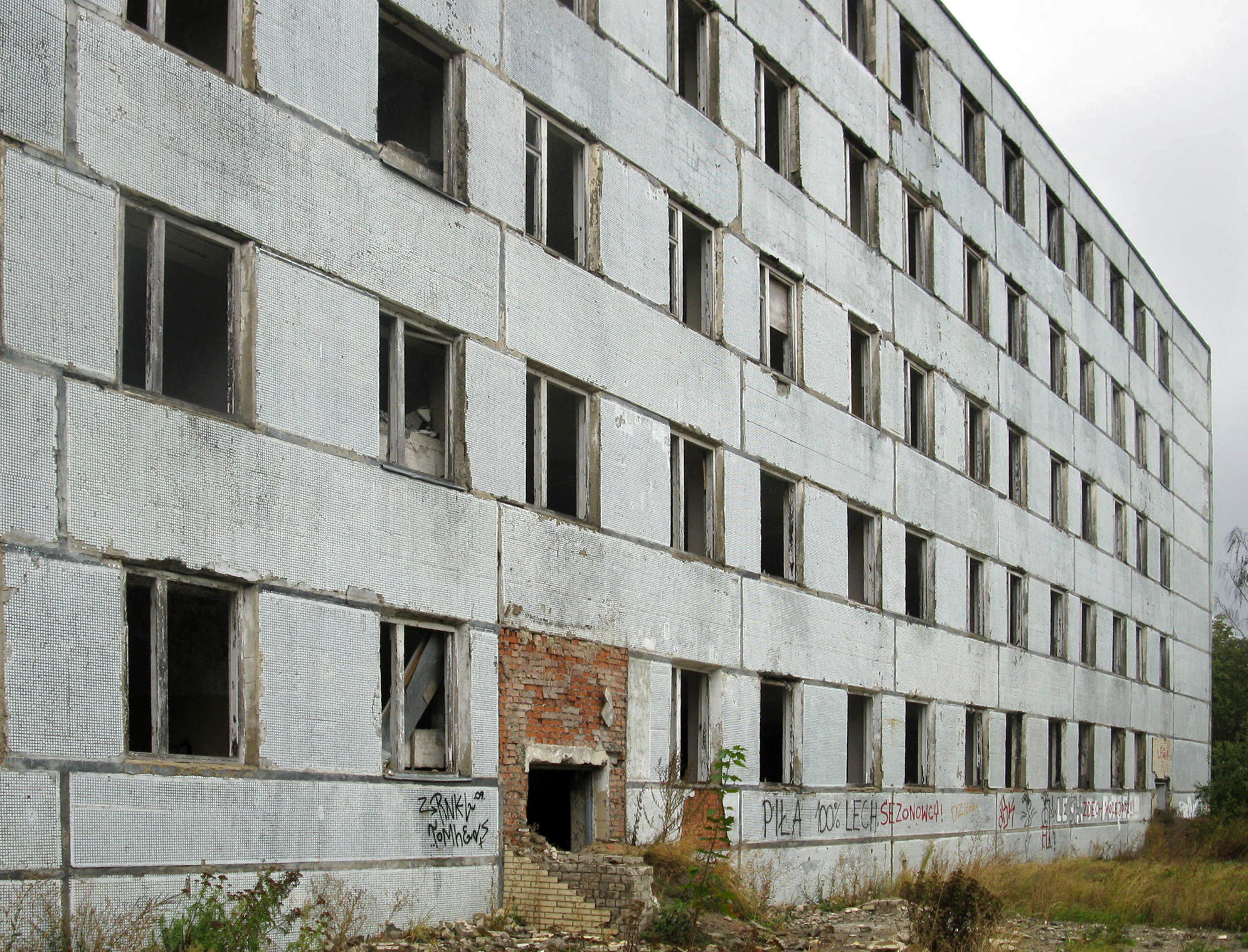
Opuszczony blok z wielkiej płyty w Kłominie

Najbardziej znanym przykładem opuszczonego miasta w Polsce jest Kłomino w pobliżu Bornego Sulinowa, opuszczone w 1992 roku po likwidacji radzieckiego garnizonu wojskowego. Innym przykładem jest Pstrąże, leżące w województwie dolnośląskim, gdzie również stacjonowały wojska radzieckie. Opuszczone przez nich budynki służyły później polskim komandosom, m.in. GROM-owi, do ćwiczeń. Pstrąże nie widniało na mapach. Od świata odgradzał je mur, a teren miasta był utajniony. Według plotek Armia Czerwona przechowywała tam broń atomową. Współcześnie samorząd nie ma środków pozwalających na utrzymanie starych obiektów. Od 2016 roku trwa ich stopniowa rozbiórka.
Istnieje również wiele wsi, które są wymarłe lub niemalże wymarłe. Szczególnie dużo takich miejscowości znajduje się w rejonie Bieszczadów i Beskidów. Zostały one wyludnione wskutek akcji „Wisła”. Inny przykład to Janowa Góra w Kotlinie Kłodzkiej.